# Animomyia morta
Animomyia morta är en fjärilsart som beskrevs av Dyar 1908. Animomyia morta ingår i släktet Animomyia och familjen mätare. Inga underarter finns listade i Catalogue of Life.